# Philiris moira
Philiris moira är en fjärilsart som beskrevs av Grose-smith 1899. Philiris moira ingår i släktet Philiris och familjen juvelvingar. Inga underarter finns listade i Catalogue of Life.